# Seat Altea
| Sonstige Messwerte                        |                                    |
| CO2-Emission:                             | 145–214 g/km                       |
| Kraftstoffverbrauch kombiniert (EG-Norm): | 5,4–8,9 l/100 km                   |
| Sterne im Euro NCAP-Crashtest             | Fünf Sterne im Euro NCAP-Crashtest |

Der Seat Altea ist ein Pkw-Modell des zum Volkswagen-Konzern gehörenden spanischen Automobilherstellers Seat. Dabei handelt es sich um einen Kompaktvan auf der Plattform PQ35 (A5) der Volkswagen-Gruppe, die ebenfalls beispielsweise für den VW Golf V, den VW Touran I, den Audi TT oder den Škoda Octavia II verwendet wird. Ein besonderes Detail des Altea sind die gegenläufig zueinander stehenden Scheibenwischer, die in der Ruhestellung hinter Blenden an den A-Säulen anliegen.
Die Produktion des Altea wurde 2015 mit der Auflage einer Last Edition ohne ein Nachfolgemodell beendet. Im Sommer desselben Jahres wurde damit begonnen, das Modell aus den Modellübersichten und Prospektdownloads auf den länderspezifischen Homepages des Konzerns zu entfernen, während die spanische Seite die Ultimá edición beschreibt. Als Nachfolger könnte man den 2016 vorgestellten Seat Ateca sehen.

## Entwicklung und Vorstellung
Der Seat Altea wurde der Öffentlichkeit erstmals 2003 als Prototyp vorgestellt. Auf der European Motorshow 2003 in Brüssel erhielt der damalige SEAT-Designchef, Walter de’Silva, den Designpreis des Verbandes der europäischen Designer in der Kategorie Konzept-Fahrzeuge für den Altea-Prototyp. Mit dem Altea wurden die künftigen Design-Charakteristika der Seat-Modelle erstmals der Öffentlichkeit vorgestellt. Dazu gehört die unverwechselbare Frontpartie mit den Luchsaugen und dem großen Kühlergrill, der das Seat-Logo enthält und mit Chrom umrandet ist. Ebenfalls dazu gehören die am Frontspoiler beginnenden, über den Kotflügeln ansteigenden Seitenlinien, die das Konzept SEAT – auto emoción zum Ausdruck bringen sollen. Nach der Vorstellung des Serienmodells auf dem Genfer Auto-Salon 2004, das weitestgehend dem Konzeptfahrzeug entsprach, erhielt der Seat Altea die Auszeichnung „red dot: best of the best“ in der Kategorie Verkehr für die herausragende Designqualität.

## Namensherkunft
Wie die Bezeichnung anderer Seat-Modelle bezieht sich der Name auf eine spanische Stadt. Altea liegt an der Costa Blanca etwa 50 km nordöstlich von Alicante und hat etwa 21.000 Einwohner.

## Auszeichnungen

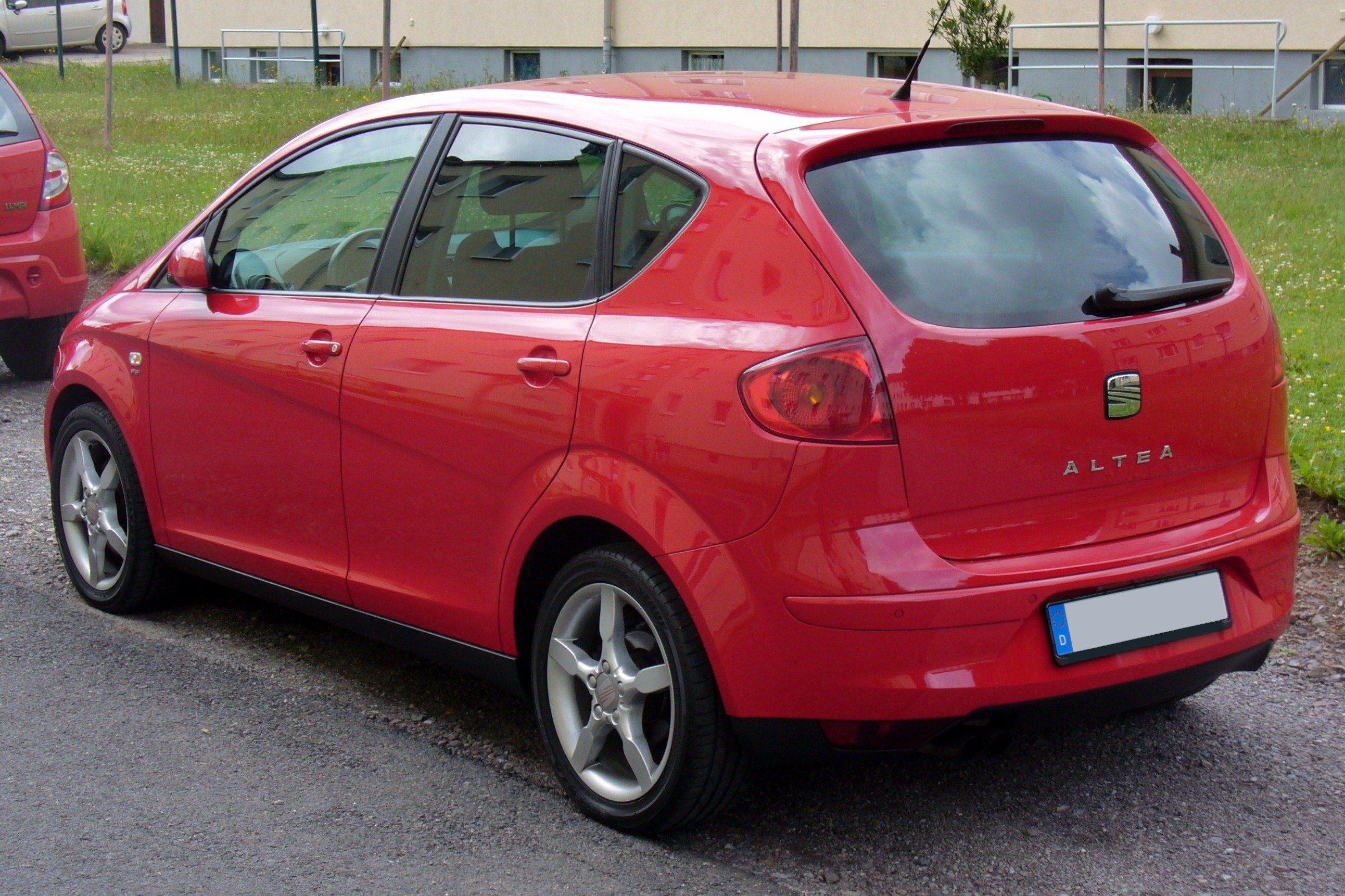
Heck des Altea

- European Automotive Design Award: 2003 (Verband der europäischen Designer, Kategorie Bestes Konzept-Fahrzeug)
- red dot: best of the best: 2004 (Design Zentrum Nordrhein Westfalen e. V., Kategorie Verkehr)[5]
- Auto Trophy 2004, 2005 (autozeitung-Leserwahl, Kategorie Import-Minivan[6])
- Autonis: 2004, 2005 und 2009 (ams-Leserwahl, Kategorie Schönster Van[5])

## Modellvarianten und -pflege

### Altea FR (seit 2005)
Auf der IAA 2005 wurde eine sportliche Version des Altea namens Altea FR als Konzeptstudie präsentiert. Im Februar 2006 kam die Serienversion mit einem Ottomotor und 147 kW oder einem Dieselmotor mit 125 kW auf den Markt. Der Ottomotor ist ein 2,0-Liter-Turbo-Direkteinspritzer (TFSI) der auch im VW Golf GTI und Seat Leon FR zum Einsatz kommt. Der 2,0-l-TDI-Motor wiederum findet auch beim VW Golf GT Verwendung. Äußerliche Besonderheiten des FR sind ein Doppelauspuff mit 70-Millimeter-Rohren, 17-Zoll-Leichtmetallrädern mit Reifen der Dimension 225/45 sowie wahlweise lieferbaren Bi-Xenon-Scheinwerfern und 18-Zoll-Leichtmetallrädern.

### Altea XL (seit 2006)
Eine um 18,7 Zentimeter verlängerte Version des Altea namens Altea XL wurde im September 2006 auf der Mondial de l’Automobile vorgestellt. Mit Ottomotoren zwischen 75 kW (102 PS) und 118 kW (160 PS) und TDI-Dieselmotoren mit Pumpe-Düse-Direkteinspritzung von 77 kW (105 PS) bis 125 kW (170 PS) wurde er im November 2006 auf dem deutschen Markt eingeführt. Auch der Altea XL profitierte im Frühjahr 2009 vollumfänglich von den optischen und technischen Neuerungen im Rahmen der Modellpflege.

### Altea Freetrack (seit 2007)
Der auf der XL-Version basierende Freetrack wurde als SUV-Studie im Jahr 2007 vorgestellt. Wie diese hat die Serienversion, das erste Sport Utility Vehicle von Seat, über eine um 4 cm erhöhte Bodenfreiheit und Allradantrieb, ist aber auch mit Frontantrieb erhältlich. Als Motoren kommen ein Ottomotor mit anfänglich 147 kW, seit 2009 155 kW und der 125-kW-Diesel zum Einsatz. Nachträglich folgten die Dieselmotoren mit 103 kW und 2010 mit 77 kW. Äußerlich unterscheidet sich der Altea Freetrack durch verschiedene Anbauteile in Offroad-Optik.

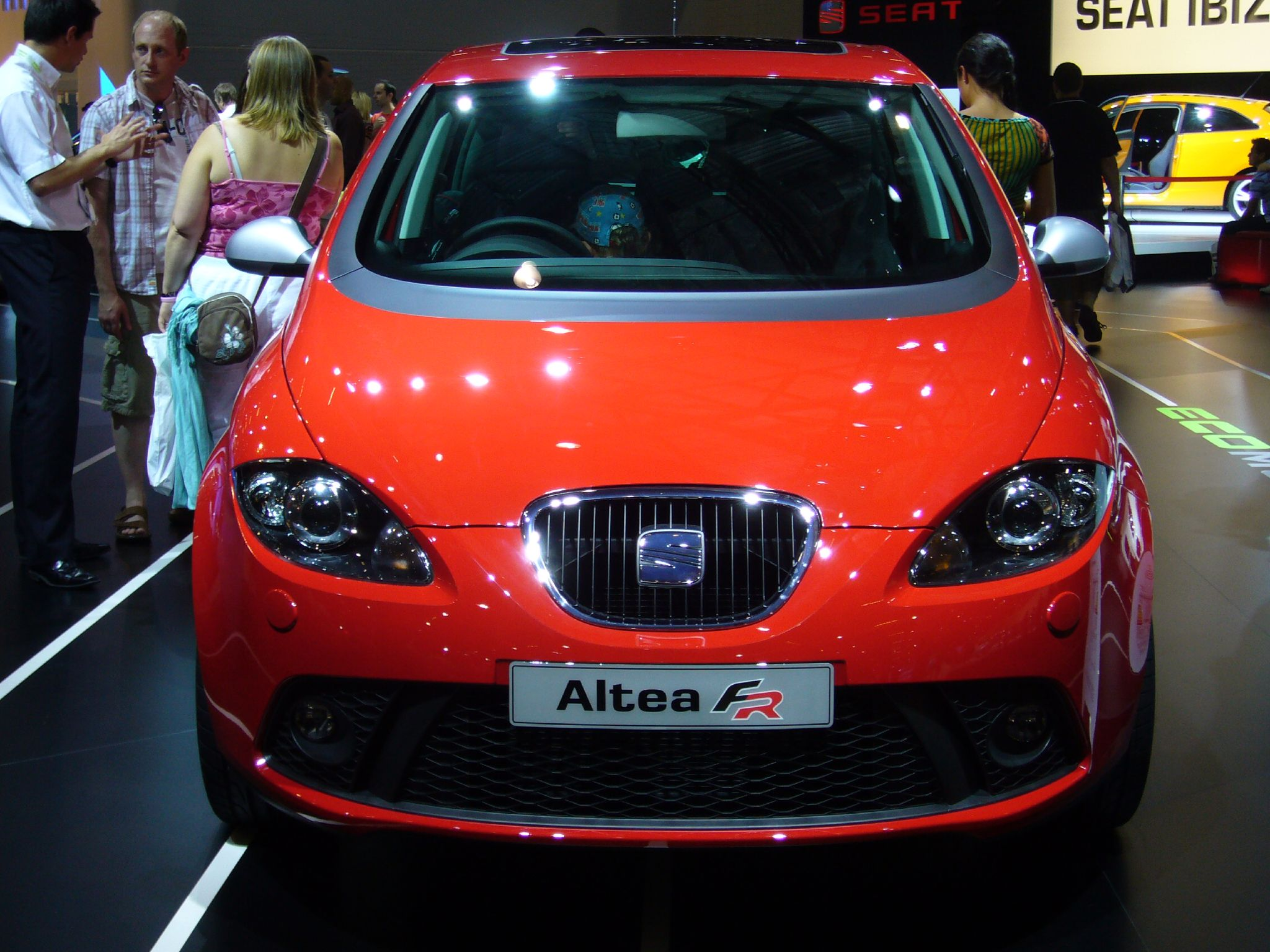
Seat Altea FR (2005–2009)
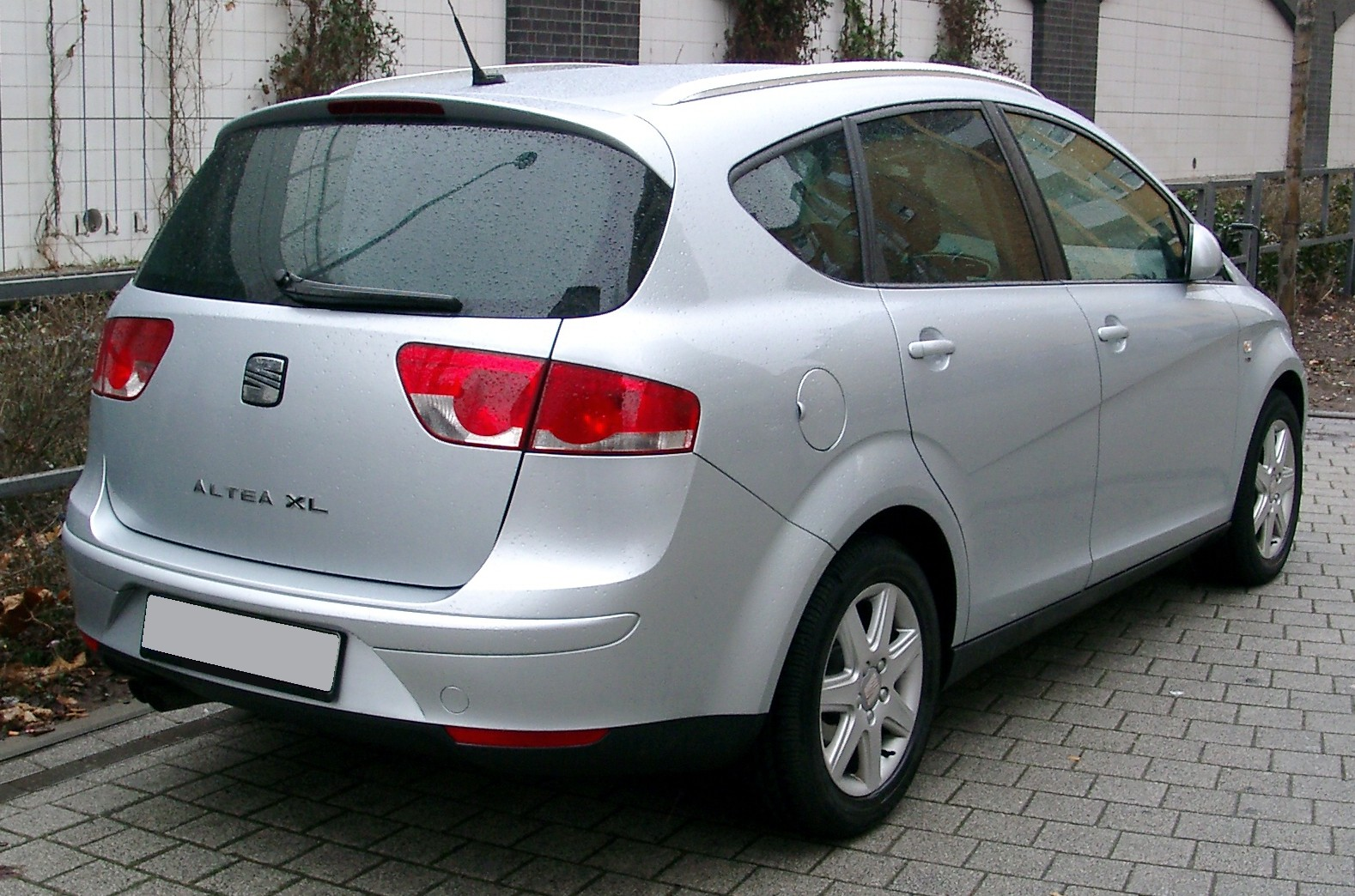
Seat Altea XL (2006–2009)
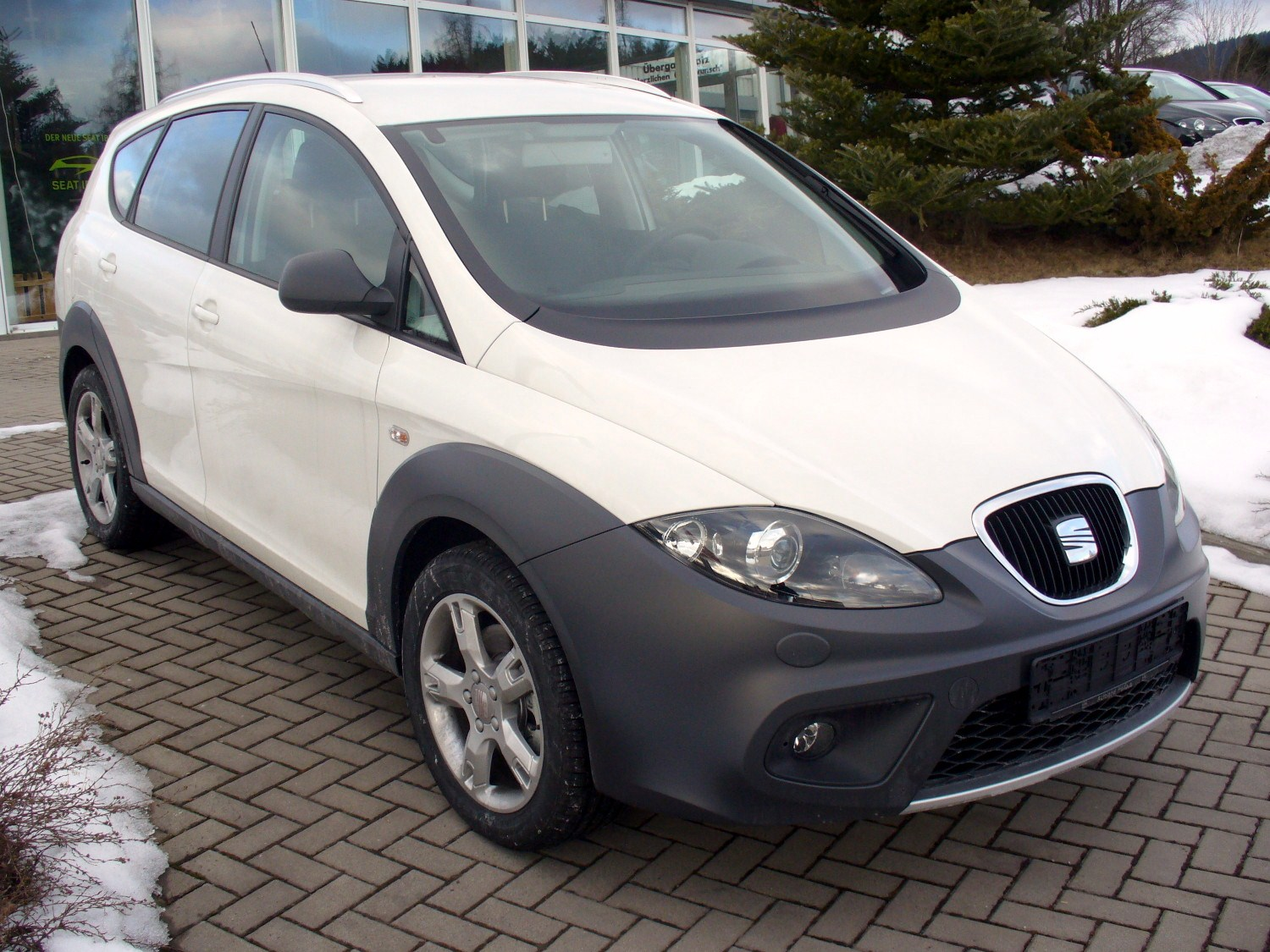
Seat Altea Freetrack 4WD (2007–2009)

### Modellpflege

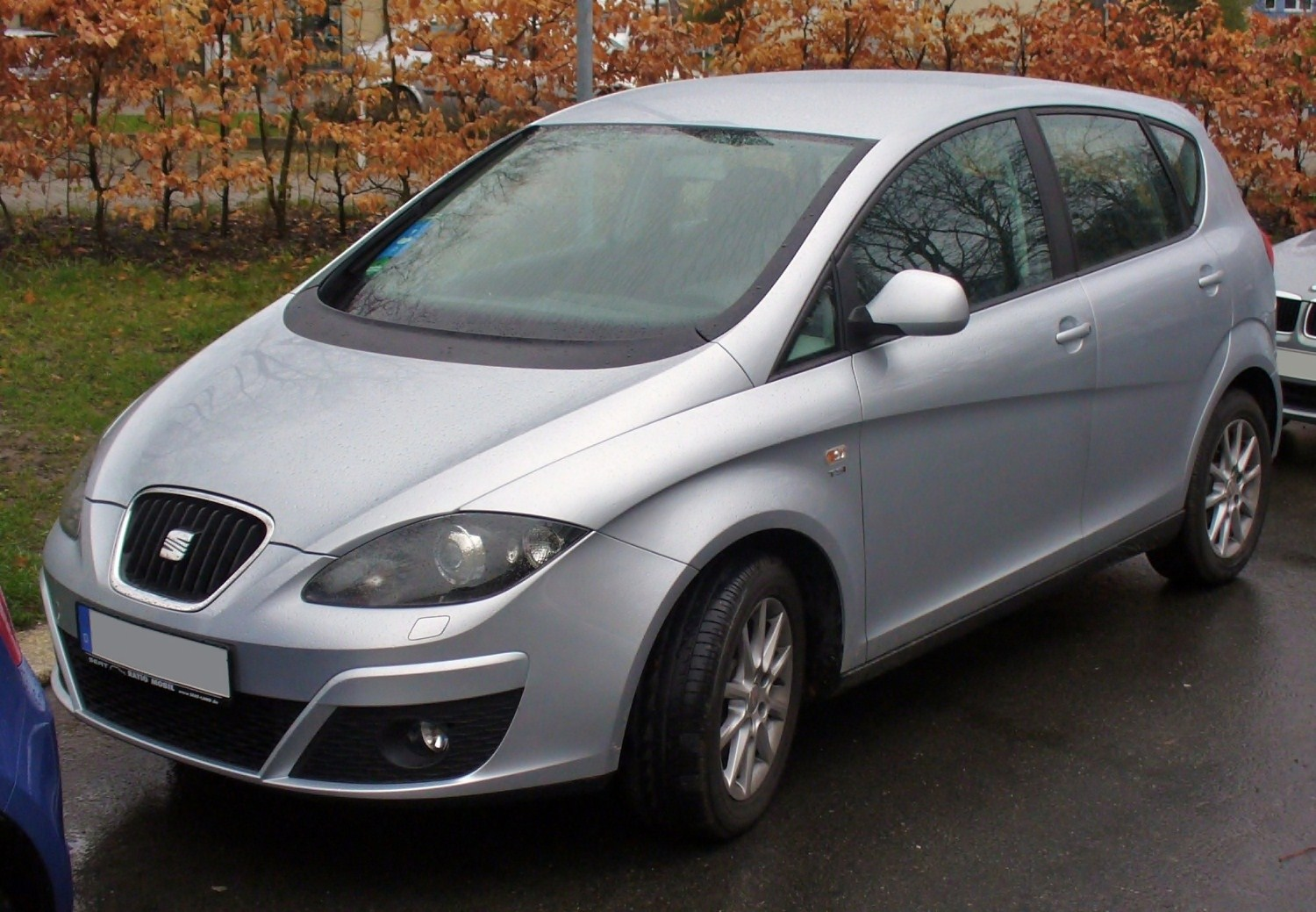
Seat Altea (seit 2009)

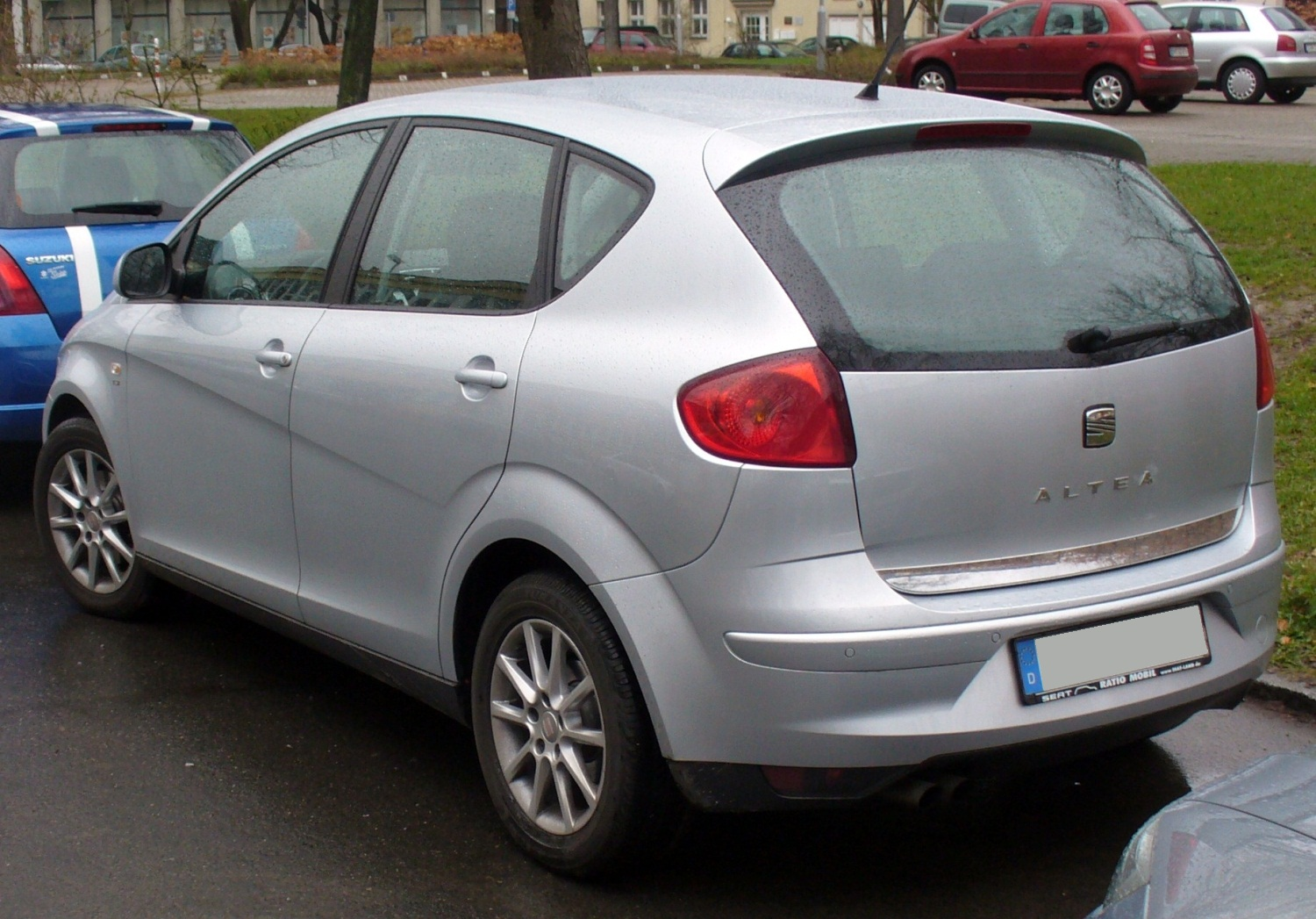
Heck des überarbeiteten Altea

Seit Frühjahr 2009 wird der Altea in allen Varianten mit leicht veränderten Karosseriebauteilen (Heckscheibe reicht bis an den Rand der Heckklappe, leicht modifizierte Heckleuchten, geänderte Frontschürze, höhere Außenspiegel) und einem überarbeiteten Interieur angeboten. So wurde das Armaturenbrett umgestaltet und durch eine weiße Instrumentenbeleuchtung sowie ein neu gestaltetes Lenkrad und hochwertigere Kunststoffe ergänzt.
Auch das Motorenangebot wurde verändert. Unter anderem wurde der 2,0-Liter-Saugmotor mit 110 kW (150 PS) (zuletzt nur noch mit Getriebeautomat lieferbar) aus dem Programm genommen und durch die 1,8-Liter-Turboversion (TSI) mit 118 kW (160 PS), wahlweise in Verbindung mit einem Direktschaltgetriebe-Getriebe (DSG), ersetzt.
Als weiteres Aggregat kam auch der kleinere 1,4-Liter-TSI mit 92 kW (125 PS) hinzu. Als Diesel-Aggregate sind die beiden 2,0-Liter-Common-Rail-Motoren des VW-Konzerns mit 103 kW (140 PS) und 125 kW (170 PS) im Angebot.
Im Frühsommer 2010 wurde der 1,2-Liter-TSI-Motor mit einer Leistung von 77 kW (105 PS) und Sechsgang-Getriebe eingeführt, der das nicht Euro-5-taugliche 1,6-Liter-Aggregat mit 75 kW (102 PS) ersetzt. Er ist in Deutschland als Ecomotive mit Start-Stopp-System und Rekuperation ausgestattet, in anderen Ländern wie Österreich auch ohne.

## Motoren
| Ottomotoren                                                                                         | Ottomotoren       | Ottomotoren | Ottomotoren                                  | Ottomotoren                    | Ottomotoren            | Ottomotoren | Ottomotoren     | Ottomotoren |
| Modell                                                                                              | Zylinder/ Ventile | Hubraum     | Max. Leistung                                | Max. Drehmoment                | Motorkennung           | Vmax        | Bauzeitraum     | Variante    |
| --------------------------------------------------------------------------------------------------- | ----------------- | ----------- | -------------------------------------------- | ------------------------------ | ---------------------- | ----------- | --------------- | ----------- |
| 1.2 TSI                                                                                             | 4/8               | 1197 cm³    | 77 kW (105 PS) bei 5000 min−1                | 175 Nm bei 1550–4100 min−1     | CBZB                   | 180 km/h    | seit 03/2010    | 1, 2        |
| 1.4                                                                                                 | 4/16              | 1390 cm³    | 63 kW (85 PS) bei 5000 min−1                 | 132 Nm bei 3800 min−1          | BXW                    | 169 km/h    | seit 2006       | 1, 2        |
| 1.4 TSI                                                                                             | 4/16              | 1390 cm³    | 92 kW (125 PS) bei 5000 min−1                | 200 Nm bei 1500–4000 min−1     | CAXC                   | 194 km/h    | seit 10/2007    | 1, 2, 3     |
| 1.6                                                                                                 | 4/8               | 1595 cm³    | 75 kW (102 PS) bei 5600 min−1                | 148 Nm bei 3800 min−1          | BGU / BSE / BSF / CCSA | 181 km/h    | 03/2004–03/2010 | 1, 2        |
| 1.6 LPG                                                                                             | 4/8               | 1595 cm³    | 75 kW (102 PS)/ 72 kW (98 PS) bei 5600 min−1 | 148 Nm (144 Nm) bei 3800 min−1 | CHGA                   | 178 km/h    | seit 03/2009    | 1, 2        |
| 1.8 TSI                                                                                             | 4/16              | 1798 cm³    | 118 kW (160 PS) bei 5000–6200 min−1          | 250 Nm bei 1500–4200 min−1     | BYT / BZB              | 210 km/h    | 11/2006–03/2009 | 1, 2        |
| 1.8 TSI                                                                                             | 4/16              | 1798 cm³    | 118 kW (160 PS) bei 4500–6200 min−1          | 250 Nm bei 1500–4500 min−1     | CDAA                   | 210 km/h    | seit 03/2009    | 1, 2        |
| 2.0 FSI                                                                                             | 4/16              | 1984 cm³    | 110 kW (150 PS) bei 6000 min−1               | 200 Nm bei 3500 min−1          | BLR / BVY              | 206 km/h    | 03/2004–03/2009 | 1, 2        |
| 2.0 TFSI                                                                                            | 4/16              | 1984 cm³    | 147 kW (200 PS) bei 5100–6000 min−1          | 280 Nm bei 1800–5000 min−1     | BWA                    | 220 km/h    | 05/2006–06/2009 | 1, 2, 4     |
| 2.0 TSI                                                                                             | 4/16              | 1984 cm³    | 155 kW (211 PS) bei 5300–6200 min−1          | 280 Nm bei 1700–5200 min−1     | CCZB                   | 218 km/h    | seit 05/2009    | 4           |
| Varianten: Altea (1), Altea XL (2), Altea Freetrack 2WD (3), Altea Freetrack 4WD (4) 1.             |                   |             |                                              |                                |                        |             |                 |             |
| Dieselmotoren                                                                                       |                   |             |                                              |                                |                        |             |                 |             |
| Modell                                                                                              | Zylinder/ Ventile | Hubraum     | Max. Leistung                                | Max. Drehmoment                | Motorkennung           | Vmax        | Bauzeitraum     | Variante    |
| 1.6 TDI (CR)                                                                                        | 4/16              | 1598 cm³    | 66 kW (90 PS) bei 4200 min−1                 | 230 Nm bei 1500–2500 min−1     | CAYB                   | 172 km/h    | seit 09/2010    | 1, 2        |
| 1.6 TDI (CR)                                                                                        | 4/16              | 1598 cm³    | 77 kW (105 PS) bei 4400 min−1                | 250 Nm bei 1500–2500 min−1     | CAYC                   | 183 km/h    | seit 10/2009    | 1, 2, 3     |
| 1.9 TDI (PD)                                                                                        | 4/8               | 1896 cm³    | 66 kW (90 PS) bei 4000 min−1                 | 210 Nm bei 1800–2500 min−1     | BXF                    | 172 km/h    | 2009–09/2010    | 1, 2        |
| 1.9 TDI (PD)                                                                                        | 4/8               | 1896 cm³    | 77 kW (105 PS) bei 4000 min−1                | 250 Nm bei 1900 min−1          | BJB / BKC / BXE / BLS  | 183 km/h    | 03/2004–03/2010 | 1, 2        |
| 2.0 TDI (PD)                                                                                        | 4/16              | 1968 cm³    | 100 kW (136 PS) bei 4000 min−1               | 320 Nm bei 1750–2500 min−1     | AZV                    | 199 km/h    | 2004–2007       | 1, 2        |
| 2.0 TDI (PD)                                                                                        | 4/16              | 1968 cm³    | 103 kW (140 PS) bei 4000 min−1               | 320 Nm bei 1750–2500 min−1     | BKD                    | 201 km/h    | 03/2004–09/2010 | 1, 2        |
| 2.0 TDI (PD)                                                                                        | 4/8               | 1968 cm³    | 103 kW (140 PS) bei 4000 min−1               | 320 Nm bei 1750–2500 min−1     | BMM                    | 201 km/h    | 12/2005–09/2010 | 1, 2, 3, 4  |
| 2.0 TDI (CR)                                                                                        | 4/16              | 1968 cm³    | 103 kW (140 PS) bei 4200 min−1               | 320 Nm bei 1750–2500 min−1     | CBDB                   | 201 km/h    | seit 10/2010    | 1, 2, 4     |
| 2.0 TDI (PD)                                                                                        | 4/16              | 1968 cm³    | 125 kW (170 PS) bei 4200 min−1               | 350 Nm bei 1750–2500 min−1     | BMN                    | 208 km/h    | 02/2006–03/2009 | 1, 2, 4     |
| 2.0 TDI (CR)                                                                                        | 4/16              | 1968 cm³    | 125 kW (170 PS) bei 4200 min−1               | 350 Nm bei 1750–2500 min−1     | CEGA                   | 208 km/h    | seit 03/2009    | 1, 2, 4     |
| Varianten: Altea (1), Altea XL (2), Altea Freetrack 2WD (3), Altea Freetrack 4WD (4) 1. 2. 3. 4. 5. |                   |             |                                              |                                |                        |             |                 |             |